# Mesnil-Verclives
Mesnil-Verclives település Franciaországban, Eure megyében. Lakosainak száma 304 fő (2022. január 1.). Mesnil-Verclives Coudray, Écouis, Lisors, Frenelles-en-Vexin, Saussay-la-Campagne és Touffreville községekkel határos.

## Népesség
A település népességének változása:
| Lakosok száma | 180  | 165  | 203  | 259  | 267  | 281  | 316  | 325  | 332  | 304  |
|               | 1968 | 1982 | 1990 | 2006 | 2013 | 2015 | 2017 | 2019 | 2020 | 2022 |